# Catherine Ndereba
Catherine Ndereba (Gatunganga, 21 de julho de 1972) é uma maratonista do Quênia, ex-recordista mundial da prova, quatro vezes campeã da Maratona de Boston, bicampeã mundial e duas vezes medalha de prata na maratona dos Jogos Olímpicos de Atenas e de Pequim.
No mundo do atletismo e da imprensa especializada é conhecida como "Queen Catherine" (Rainha Catarina), uma alusão à poderosa imperatriz da Rússia no século XVIII, Catarina, a Grande, de quem tem o mesmo nome, em relação à sua soberania nas corridas de longa distância.
Ndereba apareceu no cenário internacional do atletismo em 1995, quando representou o Quênia pela primeira vez numa corrida de revezamento por equipes em Seul, na Coreia do Sul. No ano seguinte, participou de 18 corridas, vencendo 13 e retirou-se por um ano do esporte em 1997 para dar luz a uma filha, Jane.
De 1998 em diante, Catherine estabeleceu seu nome entre as grandes fundistas do atletismo, recebendo o título de Corredora do Ano por várias vezes das publicações especializadas dos Estados Unidos, onde passou a disputar provas.
A partir do ano 2000 ela acumulou uma série de vitórias consecutivas em maratonas importantes, que deram origem a seu apelido. Venceu em Boston em 2000, 2001, 2004 e 2005, tornando-se a primeira mulher com quatro vitórias na centenária maratona. Venceu a Maratona de Chicago em 2000 e 2001, quando estabeleceu o então recorde mundial da prova – 2:18:47. Foi medalhista de ouro nos campeonatos mundiais de atletismo de 2003 e 2007 e vice-campeã olímpica nos Jogos de Atenas em 2004.
Ndereba vive em Nairóbi com a família, onde trabalha no sistema penitenciário do Quênia desde 1994, atividade para a qual diversos cidadãos são convocados pelo governo, como um tipo de serviço militar, exercendo estas funções por vários anos.